# エティエンヌ・ベズー

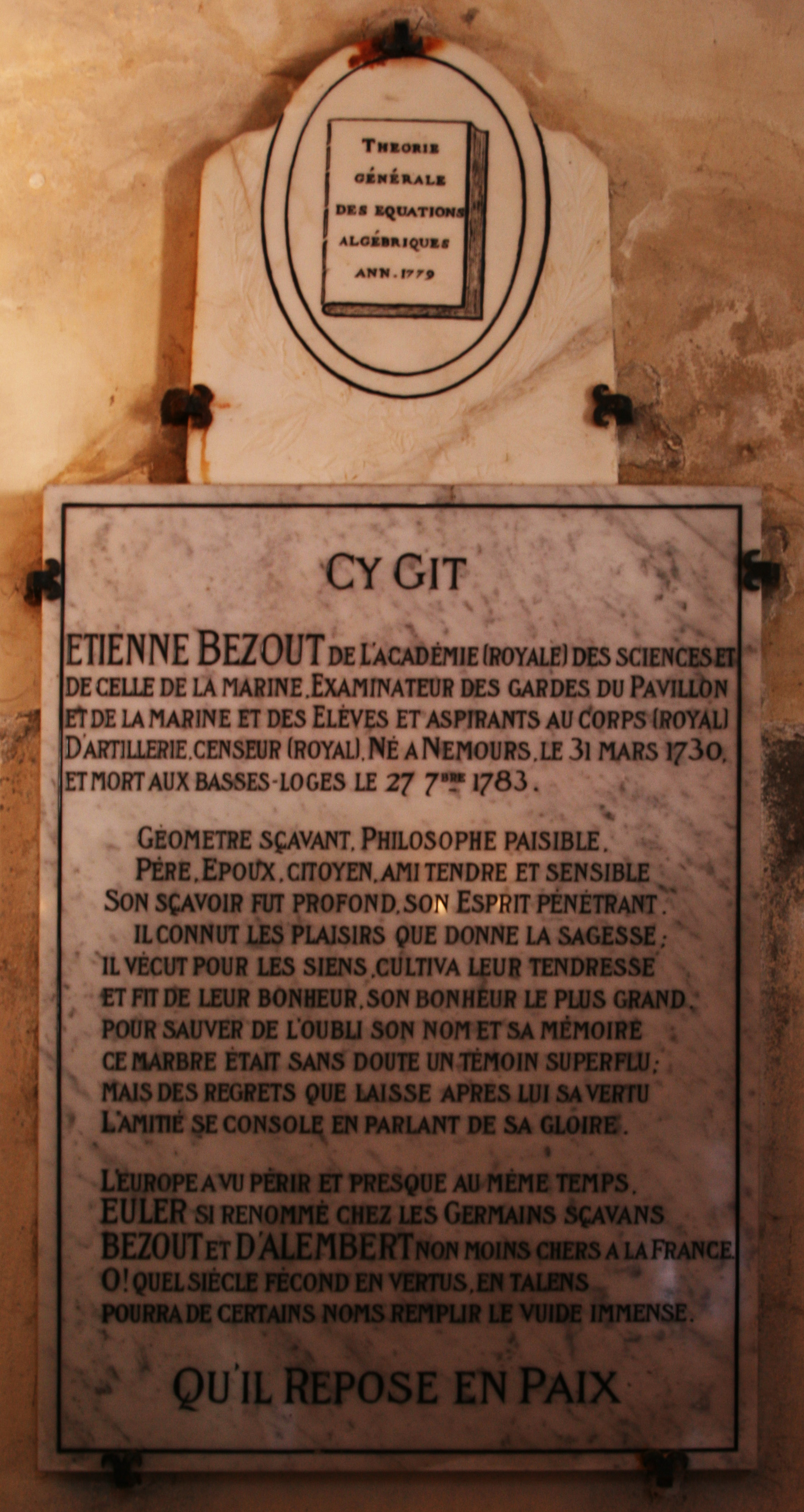
ベズーの墓（:en:Avon, Seine-et-Marne）

エティエンヌ・ベズー（フランス語:Étienne Bézout、1730年3月31日 - 1783年9月27日）は、フランス王国ヌムール出身の数学者。
ベズーの定理の由来、ベズーの等式に名が伝わっている。

## 生涯
1730年3月31日、フランス王国のヌムールに生まれ、1758年にアカデミー・フランセーズへ入会する。
1779年にパリで著された『Théorie générale des équations algébriques』は今日のベズーの定理の由来となっているが、脚注1にも示した通り完全なものではなく、その後の1873年に同国出身の数学者ジョルジュ・アンリ・アルファンによって初めて証明され、1930年にオランダの数学者ファン・デル・ヴェルデンによって初等的な証明が与えられた。
1783年9月27日、セーヌ＝エ＝マルヌ県アヴォン村で没する。